# Lijst van Belgische adelsverheffingen 1955
Personen die in 1955 werden opgenomen in de Belgische adel of een adellijke titel verkregen.

## Graaf
- Jean-Marie des Enffans d'Avernas (1919-1955), erfelijke Belgische adel (inlijving), met de titel van graaf, overdraagbaar op alle afstammelingen die de naam dragen.

## Baron
- Jonkheer Hubert Cogels (1894-1978), bestuurder van vennootschappen, persoonlijke titel baron.
- François Dekempeneer de Steenstraat (1869-1962), luitenant-generaal, erfelijke adel en persoonlijke titel baron. Geen nakomelingen.
- Jean Gericke d'Herwijnen (1913-1979), inlijving in de Belgische adel met de titel van baron, overdraagbaar op alle afstammelingen die de naam dragen.
- Ludovic Gericke d'Herwijnen (1915-1975), inlijving in de Belgische adel met de titel van baron, overdraagbaar op alle afstammelingen die de naam dragen.
- Jonkheer Robert Jooris (1892-1972), luitenant-generaal, de persoonlijke titel baron. (In 1971 overdraagbaar bij eerstgeboorte.)
- Jonkheer Charles Papeians de Morhoven (1914-1995), de titel baron, overdraagbaar bij eerstgenoorte.
- Jonkheer Prosper Poswick (1906-1992), ambassadeur, de titel baron, overdraagbaar bij eerstgeboorte.
- Marie-Luc Zurstrassen, senator, erfelijke adel en de titel baron, overdraagbaar bij eerstgeboorte.

## Ridder
- Gaston Collet (1874-1955), directeur-generaal Ministerie van Kolonies,  erfelijke adel en de persoonlijke titel ridder.
- François de Decker (1902-1974), wisselagent, erfelijke adel en de persoonlijke titel ridder (in 1970 overdraagbaar bij eerstgeboorte).
- Victor Van Hoestenberghe, senator, burgemeester van Brugge, erfelijke adel en de persoonlijke titel ridder.
- Jean de Lantsheere (1908-1979), erfelijke adel en de persoonlijke titel ridder.

## Jonkheer
- Jean van den Berch van Heemstede (1914- ), erfelijke adel (inlijving Belgische adel).
- Eugène Mertens de Wilmars (1889-1970), hoogleraar, erfelijke adel.